# Foton Midi
Foton Midi (кит.: 福田迷迪) — минивэн китайской компании Foton, выпускаемый в 2008—2014 годах.

## Описание
Цена на Foton Midi варьировалась от 59800 до 66400 юаней. Автомобиль оснащался двигателями внутреннего сгорания объёмом 1,3 л (85 л. с.) и 1,5 л (105 л. с.). С 2013 года, после фейслифтинга, автомобиль оснащался двигателем внутреннего сгорания объёмом 1,6 л.
Трансмиссия автомобиля — механическая, 5-ступенчатая. К окончанию производства цена варьировалась от 59300 до 66700 юаней.

## Галерея

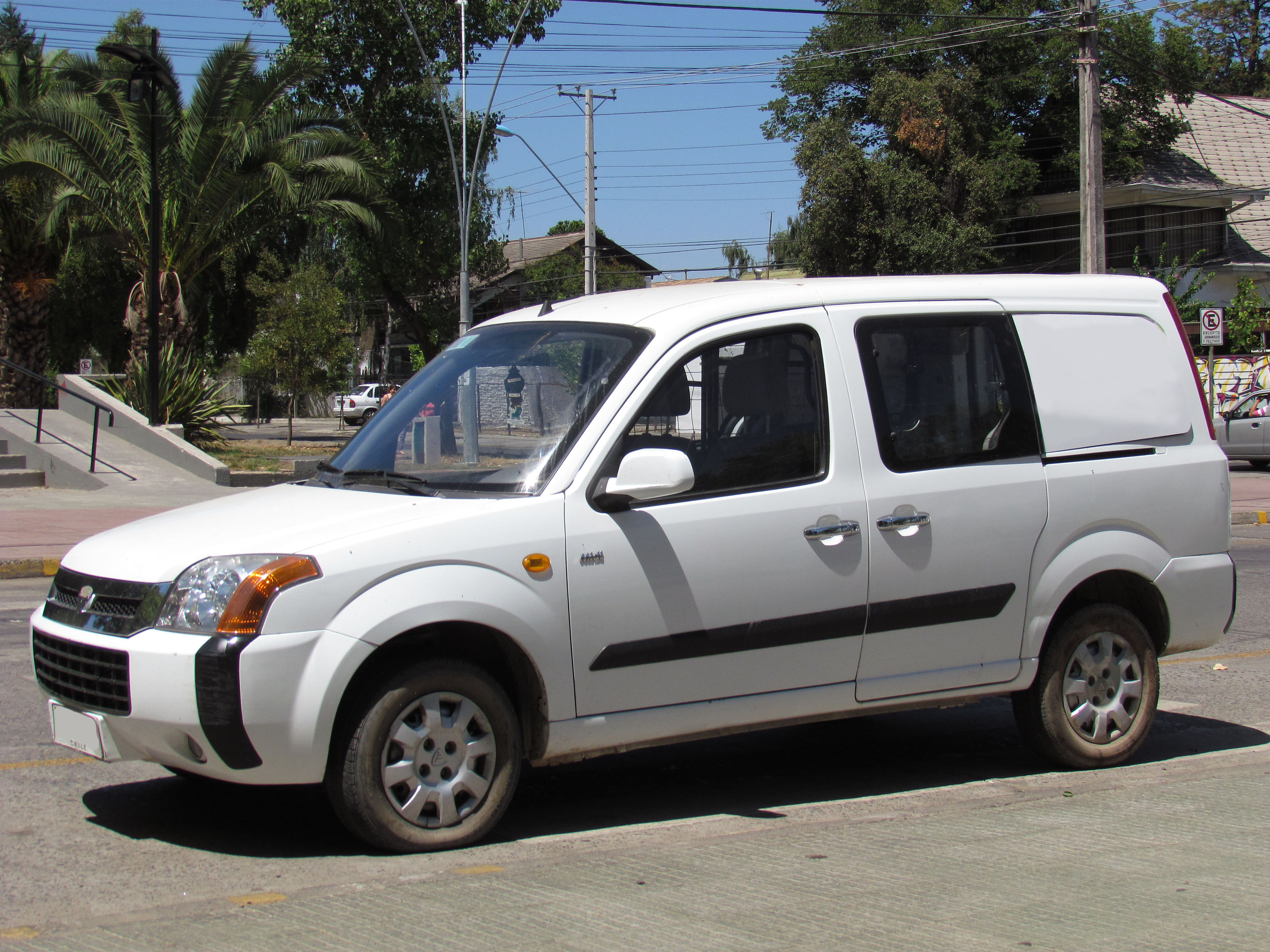
Foton Midi C1.6
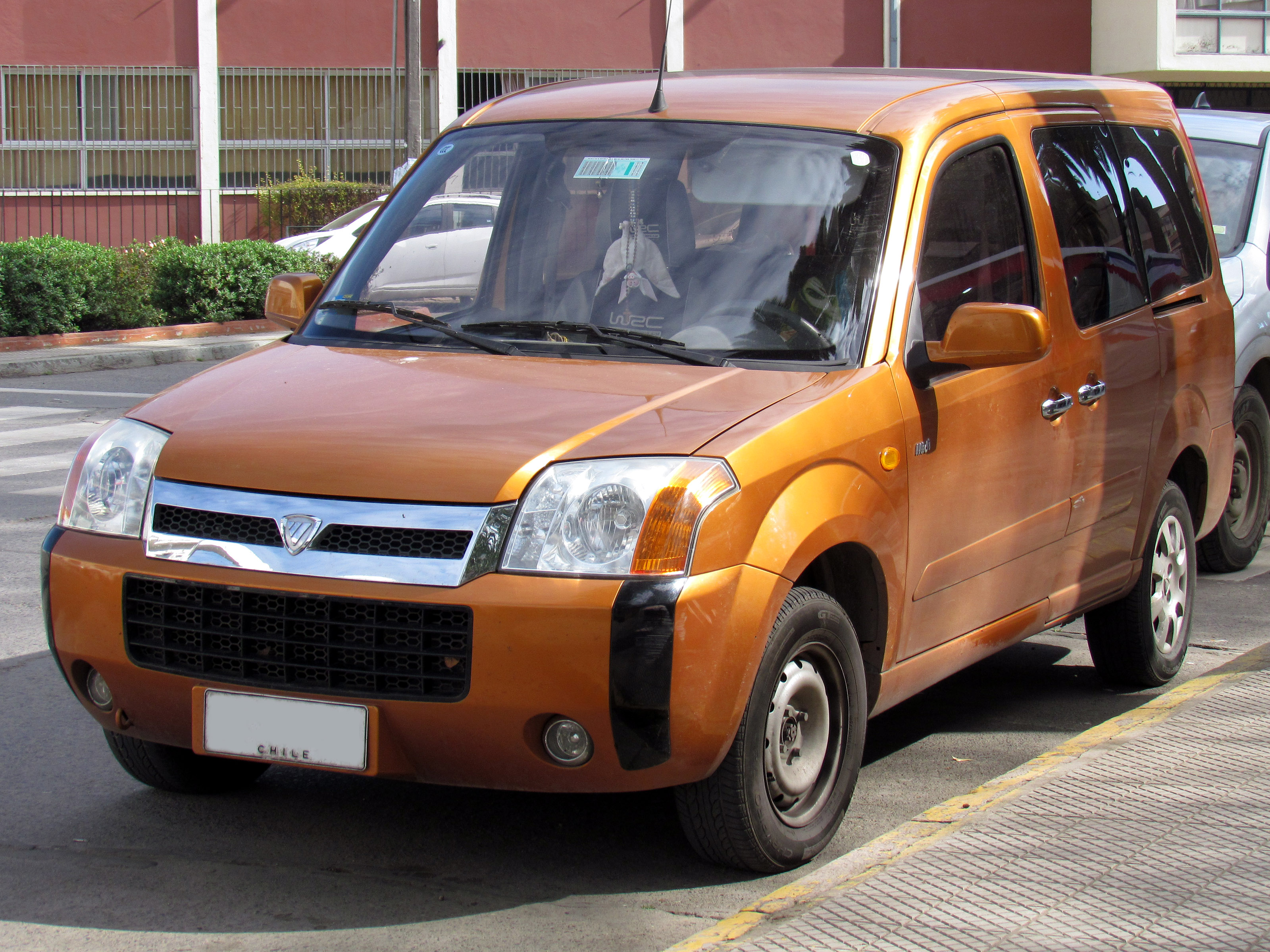
Foton Midi C1.6
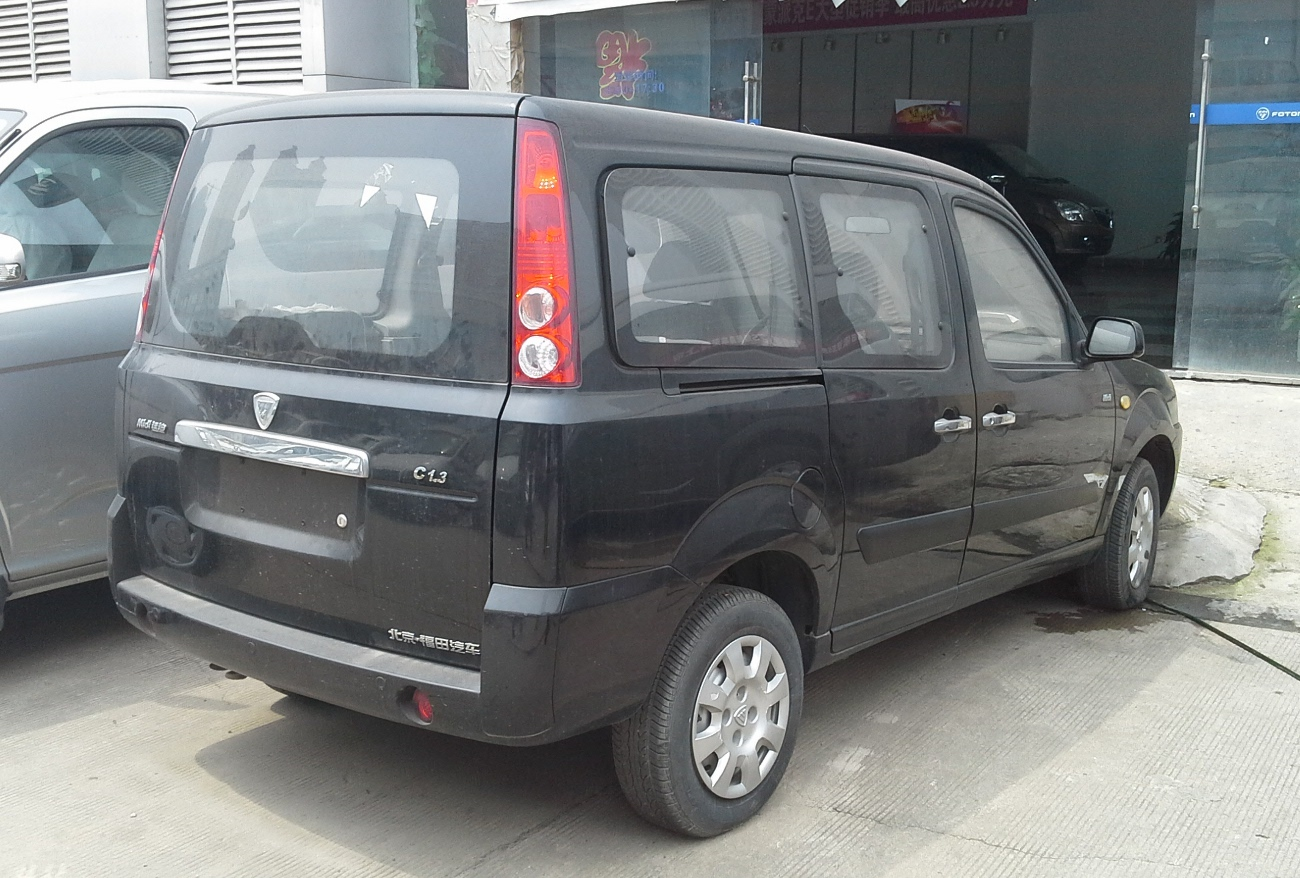
Foton Midi LWB